# Brachyurophis fasciolatus
Brachyurophis fasciolatus (вузькосмуга лопатоноса змія) — вид отруйних змій родини аспідових (Elapidae). Ендемік Австралії.

## Поширення й екологія
Вузькосмугі лопатоносі змії широко поширені в пустельних районах Австралії, за винятком штату Вікторія. Вони живуть у різноманітних природних середовищах, від піщаних дюн до спінніфексових луків і пустельних дюн, однак обмежені районами з піщаними ґрунтами. Ведуть нічний, риючий спосіб життя. Живляться ящірками та їхніми яйцями. Відкладають яйця, у кладці від 3 до 5 яєць.